# Bijlmerbajes

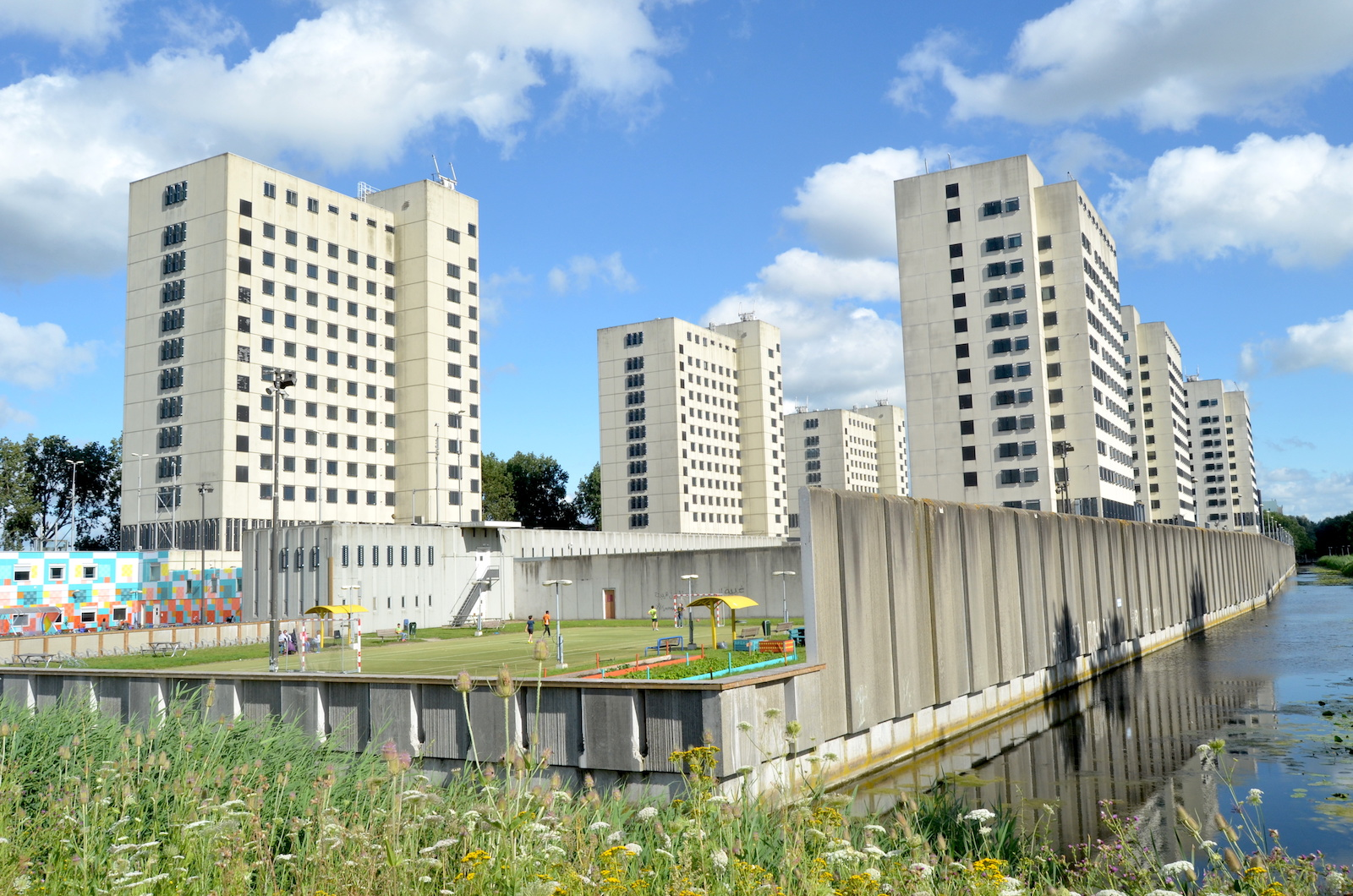
Bijlmerbajes; juli 2017.

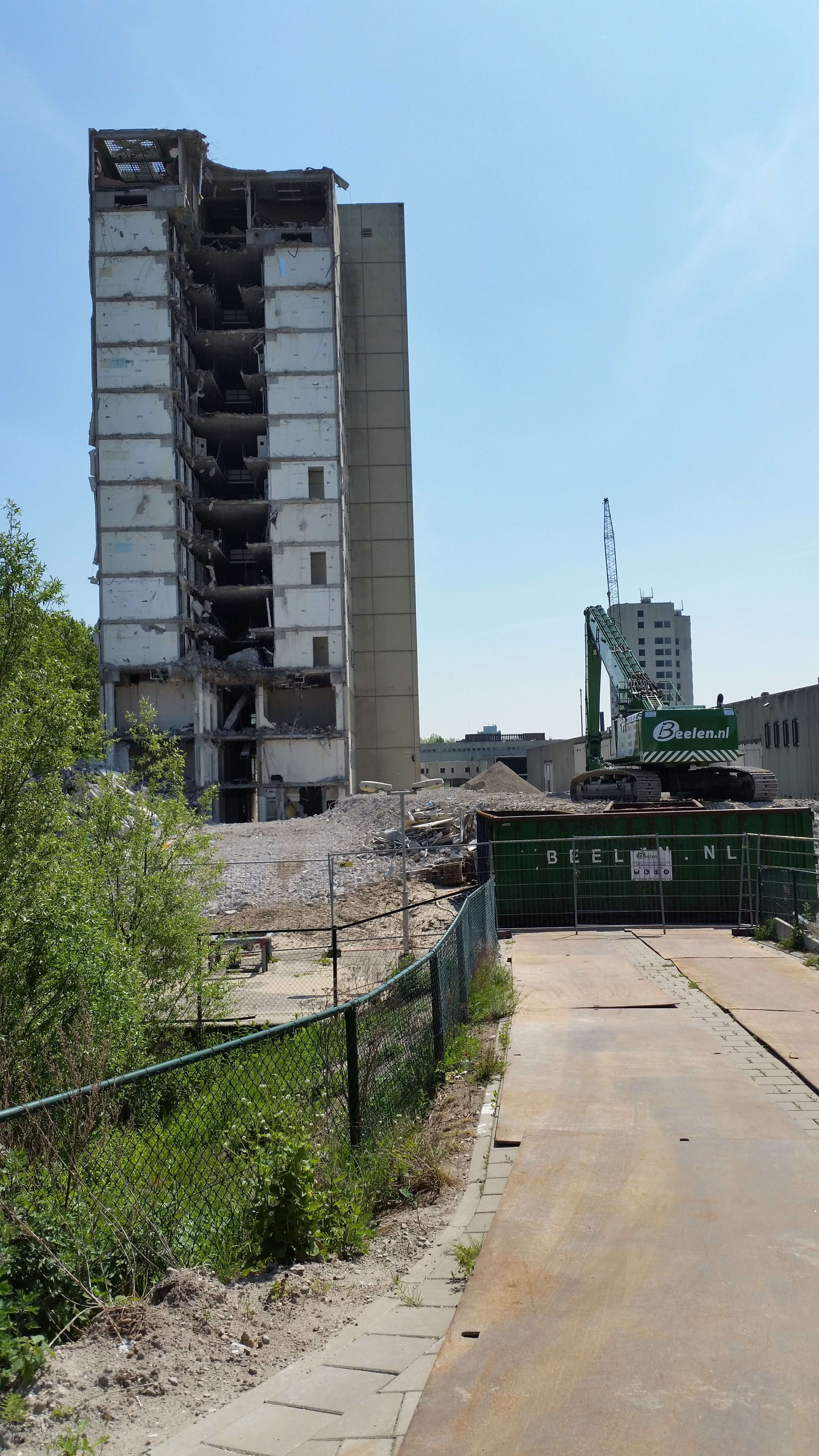
Restanten; mei 2020.

De Bijlmerbajes, officieel genaamd Penitentiaire Inrichting Amsterdam Over-Amstel (PIA-OA), was van 1978 tot 2016 een gevangenis en een huis van bewaring in Amsterdam-Oost nabij het Amstelstation. Anders dan de naam doet vermoeden stond de Bijlmerbajes niet in de Bijlmer maar in Overamstel. De gevangenis werd gesloten op 1 juni 2016. Per 8 augustus 2016 werd het complex in gebruik genomen als asielzoekerscentrum (AZC) tot aan de sloop in 2018.

## Ontwerp
Het gebouw is ontworpen als een humane gevangenis en werd in 1978 geopend zonder tralies voor de ramen. Toen bleek dat het glas van de ramen toch niet helemaal onbreekbaar was, werden alsnog tralies geplaatst; deze werden 'lamellen' genoemd. Het complex bestond uit zes torens die elk een inrichting waren, elke toren had meerdere paviljoens:
- HvB De Weg (plaats voor 120 gedetineerden)
- HvB De Schans (plaats voor 120 gedetineerden: 5 paviljoens × 24 cellen)
- HvB Het Schouw (plaats voor 120 gedetineerden)
- HvB Demersluis (plaats voor 120 gedetineerden)[3]
- PPCA Het Veer en PPCA De Singel (elk plaats voor 62 gedetineerden)

In de Singel was de landelijke psychiatrische crisisafdeling van het PPC Amsterdam gevestigd, de voormalige FOBA (Forensische Observatie en Begeleiding Afdeling). In het Veer was de niet-crisisafdeling gevestigd. Beide torens waren onderverdeeld in zeven paviljoens.
De torens waren onderling verbonden door een lange gang, die door de gevangenen de "Kalverstraat" werd genoemd. De hoofdingang van de gevangenis lag op ongeveer 350 meter van metrostation Spaklerweg.

## Herkomst van de naam
De allitererende naam Bijlmerbajes werd het eerst gebruikt in een artikel van Hans Smits in Vrij Nederland van 23 februari 1974. Het artikel handelde over de voorgenomen bouw (met als kop Gevangeniswezen bouwt Torens van Babel) en het verzet daartegen van de actiegroep 'Stop nieuwbouw huis van bewaring'. In het artikel suggereerde Smits dat Bijlmerbajes een mooie naam zou zijn voor het nog in gebruik te nemen metrostation tegenover de in aanbouw zijnde gevangenis. Het woord Bijlmerbajes werd als slagwoord gebruikt boven aan de pagina. De actiegroep gebruikte het woord als naam van een brochure die enkele weken later werd verspreid.
De toenmalige VN-redacteur Smits was zich ervan bewust dat het Huis van Bewaring in Overamstel werd gebouwd en niet in de Bijlmer, maar wel nabij de Bijlmer. Vanaf de dakterrassen die als luchtplaats waren bestemd was uitzicht op de toen verrijzende hoogbouw, waarbij men echter uitkeek op de hoogbouw van Duivendrecht en niet op die van de Bijlmer die pas daarachter ligt.

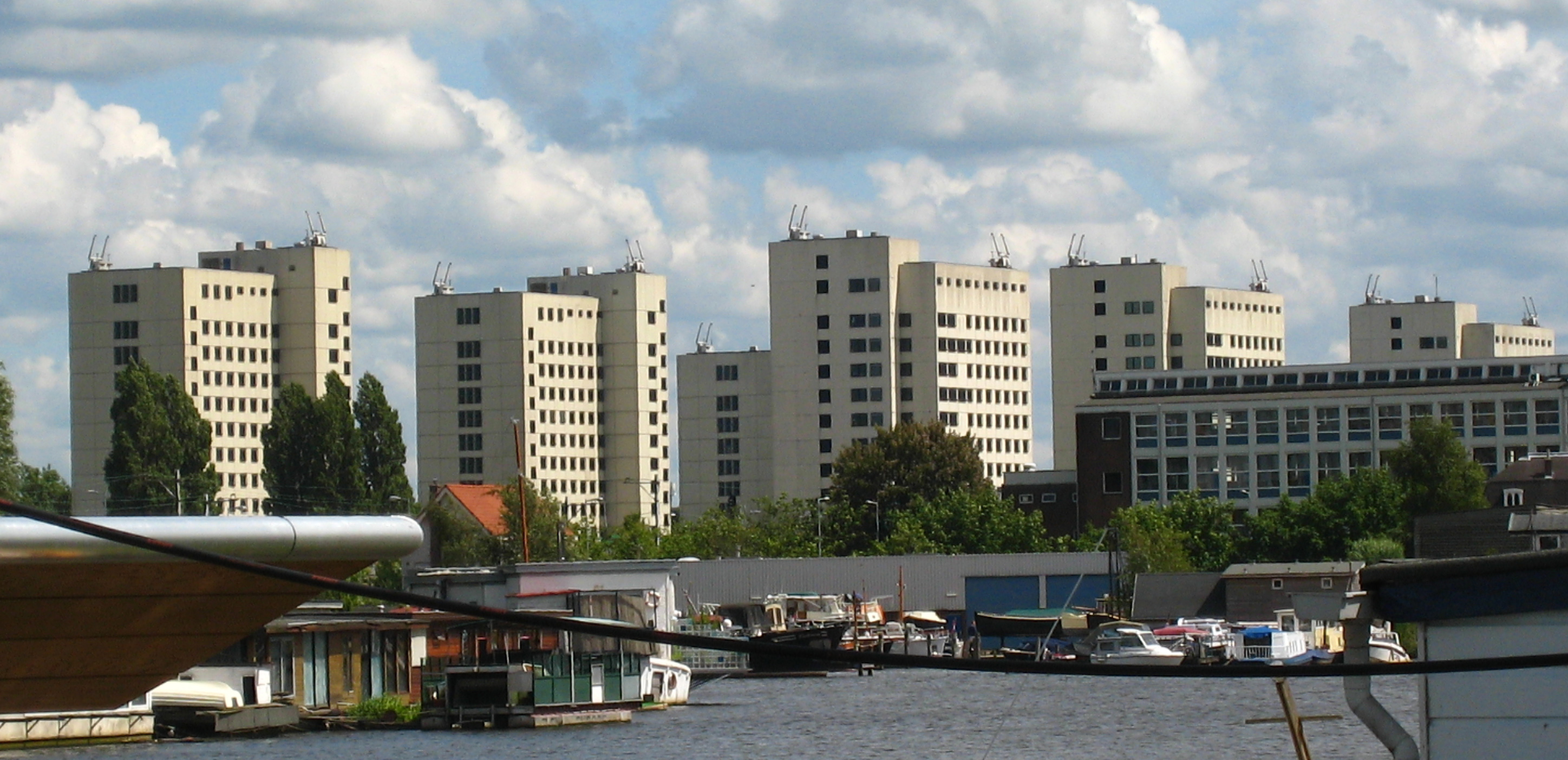
De zes torens van de Bijlmerbajes, gezien over de rivier Amstel
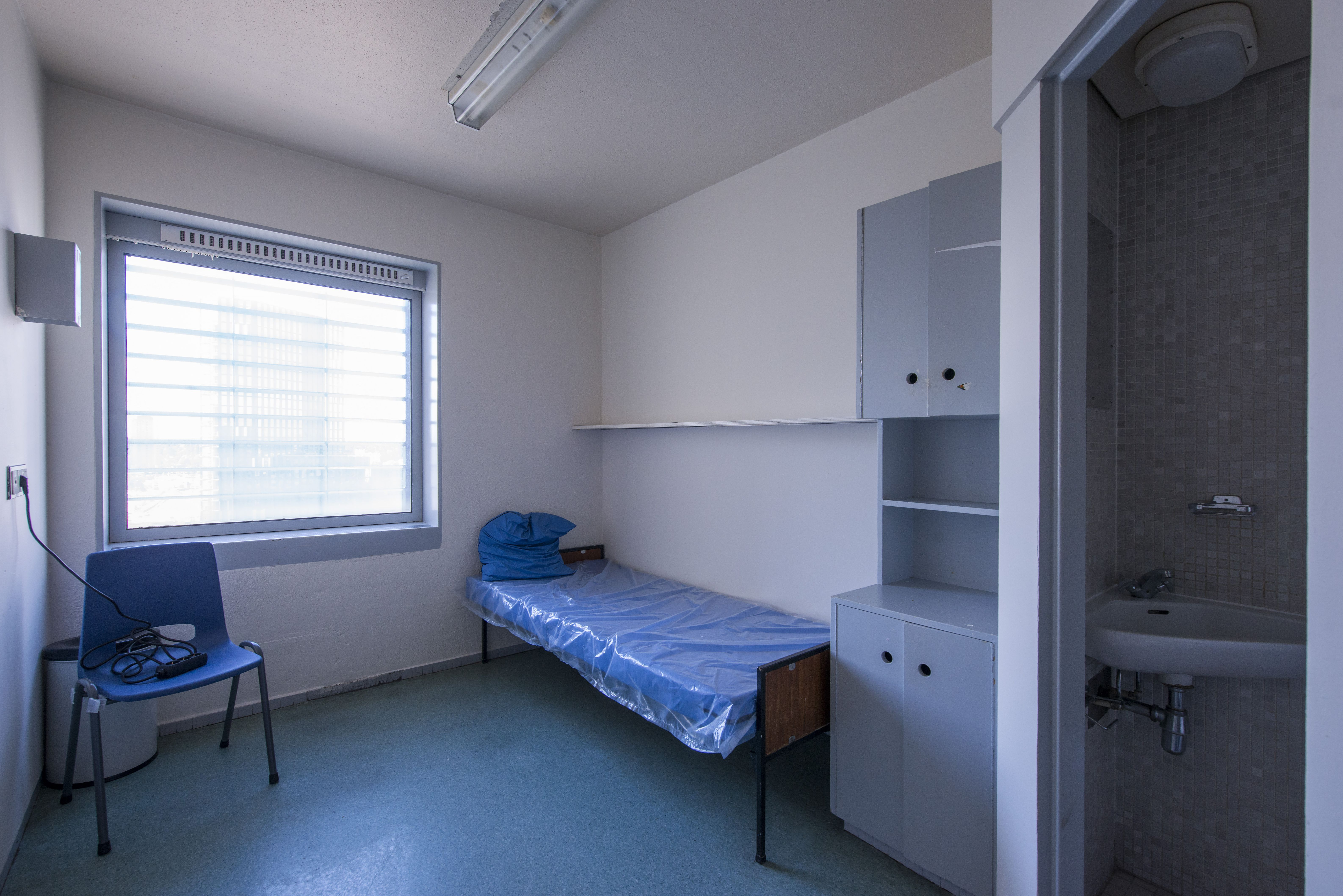
Bijlmerbajeskamer, in de begintijd niet voorzien van tralies
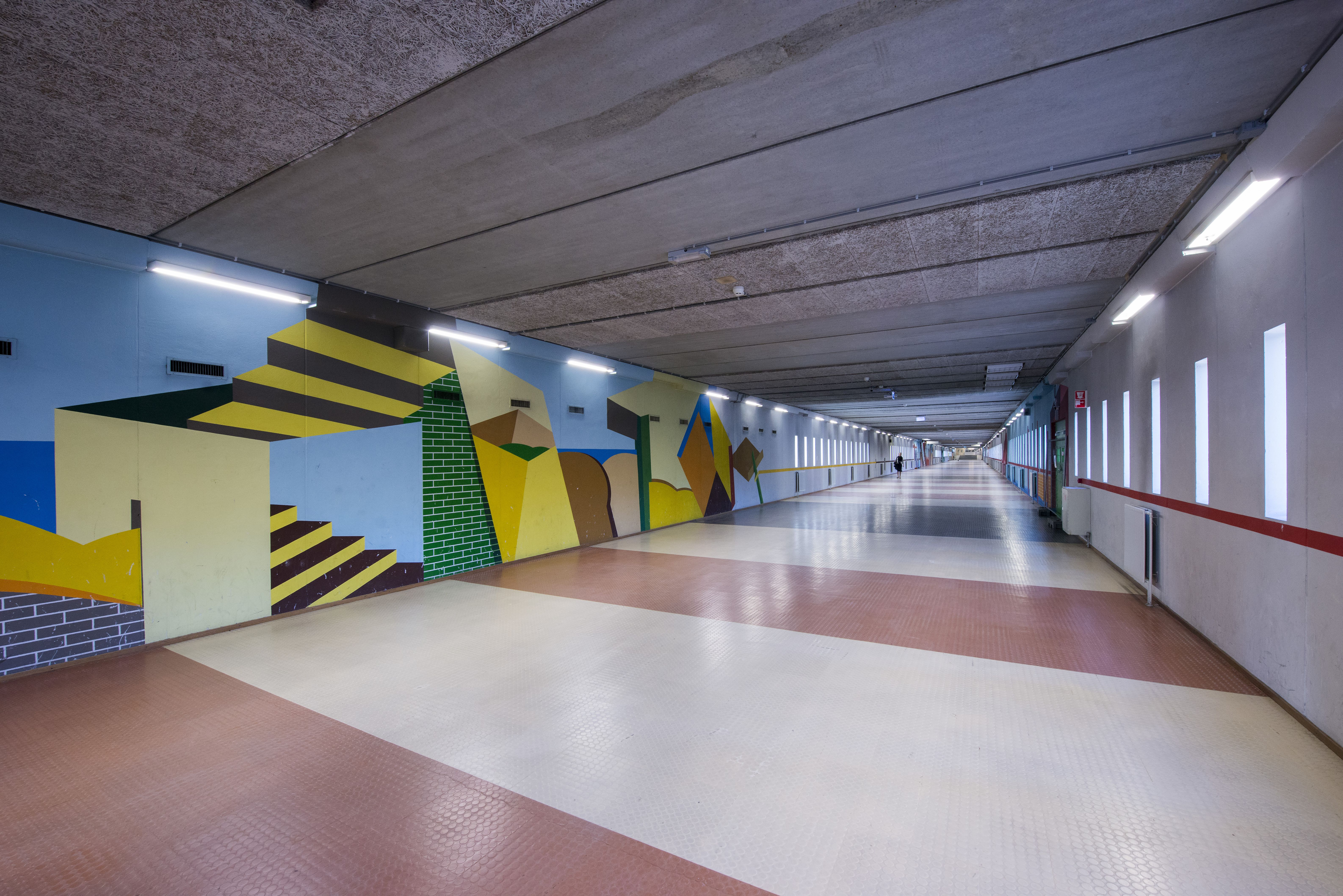
De 'Kalverstraat' die de torens onderling verbond
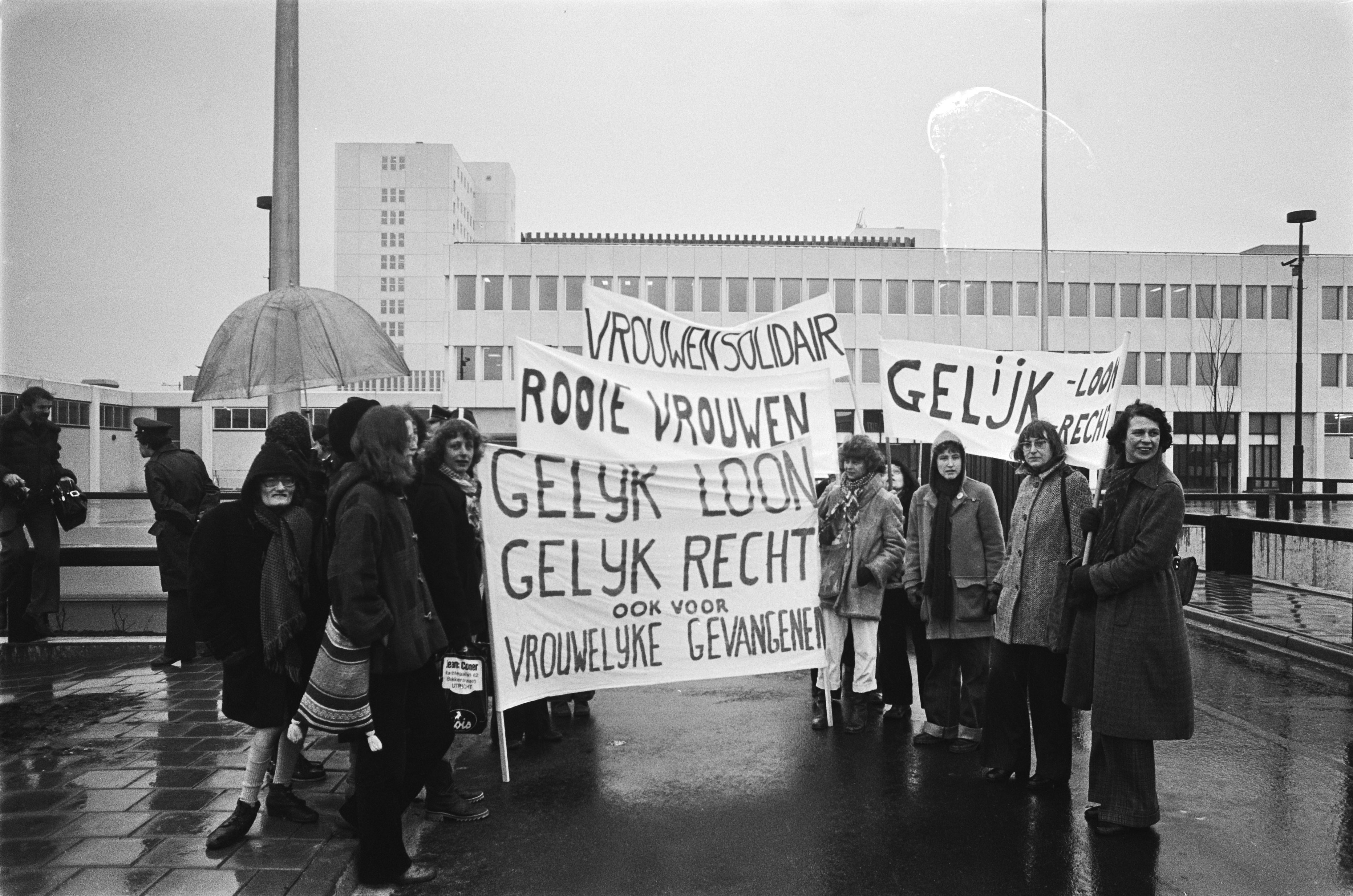
Vrouwen demonstreren bij de Bijlmerbajes

## Vervanging
De Bijlmerbajes is vervangen door het Justitieel Complex Zaanstad. De redenen hiervoor zijn o.a. dat de grond bij de Bijlmerbajes zeer gewild was voor woningbouw en dat de gevangenis verouderd was. Op 1 juni 2016 sloot de gevangenis. Het gebouw werd daarna tijdelijk gebruikt als asielzoekerscentrum.

## Verkoop
In oktober 2016 heeft de Rijksoverheid de Bijlmerbajes te koop gezet. De voormalige gevangenis moest minimaal 60 miljoen euro opleveren. De gemeente Amsterdam staat zo'n duizend nieuwbouwwoningen toe op het 7,5 hectare grote terrein. Potentiële kopers konden tot 8 december 2016 hun plannen indienen. In september 2017 heeft een consortium, met onder meer een dochter van Koninklijke BAM Groep, de grond gekocht voor ruim 84 miljoen euro. Het gaat 1350 woningen neerzetten op het terrein, waarvan ongeveer 400 sociale huurwoningen. De meest zuidwestelijke toren zal behouden blijven en gerenoveerd worden. Het Bajes Kwartier, zoals de wijk gaat heten, wordt autoluw met ondergrondse parkeerplaatsen. Bij het bouwen van de wijk wordt 98% van het materiaal van de gevangenis hergebruikt. De bouw begint in 2019 en in 2021 worden de eerste woningen opgeleverd.  In 2018 begon men met het slopen van de betonnen omheining; in 2019 werd begonnen met de afbraak van de vijf torens. Uit een toren haalde de sloper 12.000 ton betonpuin, dat hergebruikt gaat worden; het wapeningsstaal werd apart gehouden. Tijdens de sloop werd tevens gebouwd aan een nieuwe onderdoorgang van de spoorweg.
In oktober 2017 zond NPO 3 de documentaire 40 jaar Bijlmerbajes uit.